# Luftskib L 3
Luftskib L 3 (fabriksnr. LZ 24) var den første M-klasse zeppeliner som marts-maj 1914 blev bygget af Luftschiffbau Zeppelin i Friedrichshafen til den tyske Kaiserliche Marine og det eneste luftskib marinen rådede over ved udbruddet af 1. verdenskrig, fordi de 2 første var forulykket året inden. Fra basen i Fuhlsbüttel foretog L 3 sammen med L 4 krigens første luftangreb mod England. Den 17. februar 1915 rekognoscerede de over Nordsøen, men L 3 måtte med motorskade og hård modvind nødlande på Fanø i krigsneutrale Danmark. Efter destruktion af L 3 interneredes besætnigen, indtil 1918.

## Officerer og besætning ombord
Efter luftskibets første flyvning 11. maj 1914 tiltrådte kaptajnløjtnant Hans Fritz 23. maj som kommandant, først med base i Johannisthal ved Berlin, dernæst flere gange på skift mellem baserne Fuhlsbüttel ved Hamborg og Nordholz ved Cuxhaven. Han var kommandant på samtlige L 3's 27 togter, heraf 24 rekognosceringer over Nordsøen.
Fra 23. maj 1914 var luftskibets 1. officer Oberleutnant zur See (premierløjtnant) Horst Julius Treusch von Buttlar-Brandenfels, som i september 1914 afløstes af søløjtnant von Lüncher (Lynckner), for selv at blive forfremmet til kommandant på L 6 og senere L 11, L 25, L 30 og L 54.
Af den menige besætning kan nævnes Kurt Schönherr fra Frankfurt, som senere fløj med LZ 129 Hindenburg og overlevede katastrofen i Lakehurst 6. maj 1937, sammen med bl.a. Eduard Boëtius. Maskinisten på L 3 Conrad Schönwalder bosatte sig i Danmark og nedskrev 1975 sin beretning om L 3's sidste togt.

## Rekognosceringer over Nordsøen i august 1914
Efter udbruddet af 1. verdenskrig løste L 3 sin første opgave den 11. august 1914 ved at finde den hollandske flåde ved den hollandske kyst.
Igen den 17. august fløj L 3 på rekognoscering fra Fuhlsbüttel forbi Hanstholm og til Ryvingen fyr ved Kristiansand i Norge, en tur på hele 300 sømil.

## Første luftangreb mod England 19. januar 1915
Som reaktion på det britiske vandflyver-angreb mod luftskibsbasen i Nordholz ved Cuxhaven juledag 1914 gav kejser Wilhelm 2. den 9. januar 1915 tilladelse til at indlede luftangreb mod Storbritannien og den 19. januar kl. 11 afgik luftskibene L 3 og L 4 (von Platen) fra Fuhlsbüttel mod Humber-fjorden (Grimsby). Fra starten ledede luftskibschef Peter Strasser selv dette allerførste luftangreb ombord på L 6 lettet fra Nordholz og med kommandant von Buttlar, men L 6 fik tekniske problemer og måtte vende om undervejs. På grund af nordenvind dirigeredes L 3 og L 4 i stedet mod Norfolks nordøstkyst, som L 3 krydsede kl. 20.05 nær Ingham og drejede sydpå mod Great Yarmouth, hvorimod L 4 drejede vestpå for at bombe bl.a. Sheringham og King's Lynn.
L 3 kastede sin første brandbombe på en mark ved landsbyen Ormesby og fortsatte sydpå mod Great Yarmouth, hvor 10 bomber kastedes på godt 10 minutter omkring kl. 20.30.
En højeksplosiv bombe faldt i arbejderkvarteret St. Peters' Plain, hvor den 53-årige skomager Samuel Smith og 72-årige ugifte Martha Taylor dræbtes øjeblikkeligt. Andre bomber ødelagde bl.a. en fiskerestaurant på havnen og dræbte en stor sort hund nær byens væddeløbsbane.
L 3 forsvandt ud over Nordsøen inden RNAS' fly nåede at komme i luften, og nåede sikkert hjem til Fuhlsbüttel kl. 9.30 næste morgen.

## Nødlandingen på Fanø 17. februar 1915
L 3 og L 4 lettede den 17. februar kl. 4 om morgenen fra Fuhlsbüttel for at rekognoscere ud for den norske kyst. Den tyske damper Rubens var på vej ad denne rute med forsyninger til kolonien Tysk Østafrika og luftskibene skulle holde øje med at den britiske flåde ikke kom i vejen. Allerede ved starten satte en af L 3's motorer ud og efter få timer vendte vinden, så fra en position 35 sømil vest for Lyngvig Fyr meddelte kommandant Hans Fritz kl. 8.40, at han vendte om. Hjemturen var i hård sydlig modvind.
Omkring kl. 13 sendte Fritz et nyt radiotelegram, hvor han bad om hjælp fra den kejserlige marines skibe.
Ved 17-tiden, da L 3 kun var nået 30 sømil sydpå og var ud for Esbjerg, satte den anden motor ud. Det var umuligt at nå Tønder, hvor ellers 2 nye knap nok færdigbyggede luftskibshaller stod klar med nødberedskab, så kl. 17.45 satte kommandant Fritz L 3 ned på Fanøs nordstrand 1 km nord for Fanø Bad.
Mens luftskibet i forenden holdtes nede blev de ombordværende bomber taget ud og de sidste personer hoppede ud. Fritz brændte L 3's papirer og skød luftskibet i brand med en signalpistol. Mange mennesker fra Nordby tog straks ud til stranden, deriblandt vagtkommandøren for Fanø, løjtnant S. Nielsen, der optog den første rapport på ulykkesstedet. Der blev sendt bud efter fuldmægtig Jørgensen, der kort efter kom til stedet og optog et foreløbigt forhør. En del af besætningen indkvarteredes på Færgekroen i Nordby, hvor politimester Esmann fra Esbjerg kl. 19 kom til stede og optog forhør. Kl. 23 førtes de sidste tilbageblevne til Færgekroen.
Nedstyrtningen er dokumenteret på film i filmen under titlen Zeppelins Nedstyrtning.

## Internering i Odense til 1918
Luftskib L 4 nåede længere nordpå over Nordsøen, men blev på hjemvejen overrasket af modvind og snestorm fra syd, så kommandant von Platen til sidst med benzinmangel måtte nødlande nord for Blåvandshuk. Uheldigvis nåede 4 ombordværende ikke at springe af og forsvandt sporløst med luftskibet ud over Nordsøen. Von Platen selv brækkede begge ben.
På ordre fra den danske regering sendtes begge besætninger et par dage efter nødlandingerne til internering ved 6. infanteriregiment i Odense, så længe krigen ville vare og de kom først fri i 1918. Officererne interneredes dog vistnok i Ålborg.
Aluminiumstellet i L 3's vrag blev ophugget og omsmeltet af Christoffersen & Larsens maskinfabrik i Esbjerg efter motorerne var blevet taget ud af 5 montører fra København. Endnu i julen 1915 lå der metalrester på stranden.
En af luftskibets propeller og nogle af instrumenterne bevaredes og blev i 1990'erne udstillet på Danmarks Flyvemuseum i Center Mobilium i Billund (bygningen rummer nu Lalandia). Efter museets lukning flyttedes den store propel til Danmarks Tekniske Museum i Helsingør. Propellen på Zeppelin- & Garnisonsmuseum Tønder stammer muligvis også fra L 3.

## Eksterne links
| - Zeppelin L 3 - zeppelin-museum.dk - Luftskibet L 3 - 1sted.dk - LZ 24 - luftschiff.de - Lz24 - L3 Arkiveret 27. oktober 2014 hos Wayback Machine - lzdream.net (fransk) | - Zeppelin LZ 24 - L3 Arkiveret 2. november 2014 hos Wayback Machine - wwi.hut2.ru (russisk) - LZ24(L3) - air-ship.info (kinesisk) - 17-Feb-1915 Zeppelin LZ.24 L.3 - Aviation Safety Network |

1. ↑  Kurt Schönherr - facesofthehindenburg.blogspot.dk
2. ↑  19th January 1915 Arkiveret 27. oktober 2014 hos  Wayback Machine - iancastlezeppelin.co.uk
3. ↑  Zeppelins Arkiveret 27. oktober 2014 hos  Wayback Machine - eafa.org.uk (BBC dokumentar fra 1972)
4. ↑  January 1915 - Zeppelins over Norfolk - cwgc.org
5. ↑  Dirigibles from Deutschland - inamidst.com
6. ↑  Dread Zeppelin - movehimintothesun.wordpress.com
7. ↑  Zeppelin Attack 1915 Arkiveret 4. september 2014 hos  Wayback Machine - gorlestonhistory.org.uk
8. ↑  Zeppelin raids on Norfolk Arkiveret 27. oktober 2014 hos  Wayback Machine - norfolkinworldwar1.org
9. ↑  Great Yarmouth, Norfolk: Zeppelin Raids - BBC
10. ↑  Great Yarmouth marks Zeppelin bombing with blue plaque - BBC
11. ↑  Victims of the first airship raid on Britain remembered Arkiveret 4. september 2014 hos  Wayback Machine - 1914.org
12. ↑  The Zeppelin Terror (BBC World War I at Home - Youtube 2014
13. ↑  19-20 January 1915 Arkiveret 6. november 2014 hos  Wayback Machine - thisdayinaviation.com
14. ↑  Verlust von L 3 und L 4 in 1915 Arkiveret 20. maj 2013 hos  Wayback Machine - zeppelin-museum.dk
15. ↑  Zeppeliner forlis den 17. februar 1915 Arkiveret 3. september 2014 hos  Wayback Machine - mitfanoe.dk
16. ↑  La perte du L3 et L4 Arkiveret 13. februar 2015 hos  Wayback Machine - lzdream.net
17. ↑  Zeppelins Nedstyrtning - Det Danske Filminstitut
18. ↑  Germany's best airship - The Advertiser (Adelaide) 20. feb. 1915
19. ↑  To Zeppelin luftskibe blev i sidste uge ødelagt ved Jyllands kyst - Dannevirke 24. feb. 1915
20. ↑  Zeppeliner strandet på Fanø - Den Danske Pioneer 25. feb. 1915
21. ↑  En tysk zeppeliner faldt forrige uge ned på Fanø - Bien 26. feb. 1915
22. ↑  Two Zeppelins Wrecked - Poverty Bay Herald 13. april 1915
23. ↑  Two Zeppelins Wrecked - Otago Daily Times 17. april 1915
24. ↑  Die Luftschiffern Post während WWI Arkiveret 22. december 2014 hos  Wayback Machine - ezeptalk.de